# Paul Hermann
Paul Hermann, latinizzato come Paulus Hermanni (Halle, 30 giugno 1646 – Leida, 29 gennaio 1695), è stato un botanico e medico tedesco.

## Biografia
Nato a Halle, Sassonia-Anhalt in Germania, figlio di Johann Hermann noto organista e Rober Maria Magdalena, figlia di un pastore. Dopo la laurea nella migliore scuola medica d'Europa Padova, fu assunto dalla Compagnia Olandese delle Indie Orientali e andò a Ceylon come Ufficiale Medico di bordo dal 1672 al 1677. Durante la sua permanenza sull'isola, ha collezionato un gran numero di piante e altri organismi a scopo scientifico. Al rientro in patria nel 1679, gli è stato offerto l'incarico di ricoprire il ruolo di professore della cattedra di Botanica presso l'Università di Leida, dove trascorse il resto della sua vita professionale. Egli si organizzò immediatamente per farne il più bel giardino botanico d'Europa del quale è stato direttore (Orto Botanico di Leida).
Autore del trattato Hermann Paradisus batavus, una descrizione delle piante del giardino botanico dell'Università di Leida, fu pubblicato tre anni dopo la sua morte nel 1698 integrata e pubblicata da William Sherard col quale era stato compagno di studi a Parigi, allievi di Joseph Pitton de Tournefort nel 1688. Più tardi Sherard ha raccolto delle sue note e ha prodotto un catalogo edito come Musaeum Zeylanicum (1717, 2ª edizione 1727). Gran parte del materiale delle collezioni di Hermann è stato utilizzato organicamente e sistematicamente anche da Linneo nel suo Flora Zeylanica (1747) e in Species Plantarum (1753), con l'abbreviazione Hermann erba. Le collezioni e le raccolte passarono di possesso varie volte, alla fine furono acquistate da Sir Joseph Banks; ora sono conservate presso il Museo di Storia Naturale di Londra.
Nelle stesure delle opere postume, Linneo dichiara che Hermann fu un ottimo illustratore e per qualità e competenze, un eccellente botanico.

## Opere
- Paul Hermann, William Sherard, Paradisus batavus, prima edizione 1698, 1705, Leida, Edizioni postume, Trattato sulle Piante.
- Paul Hermann, William Sherard, Musaeum Zeylanicum, 1717, 1727, Leida, Edizioni postume, Trattato sulle Piante di Ceylon.
- Paul Hermann, Carolus Linnaeus, Hermann erba - Flora Zeylanica, 1747, Edizione postuma a cura di Linneo, Trattato sulla Flora di Ceylon.
- Paul Hermann, Carolus Linnaeus, Hermann erba - Species Plantarum, 1753, 1762 - 1763, 1764, 1797 - 1830 (a cura di Carl Ludwig Willdenow), Edizioni postume a cura di Linneo, Trattato sulla descrizione di tutte le piante conosciute all'epoca.